# Ceratosphys deharvengi
Ceratosphys deharvengi es una especie de miriápodo cordeumátido de la familia Opisthocheiridae endémica del sur de la España peninsular; se encuentra en la Sierra de las Nieves.